# Otto Lüdecke
Oto Lüdecke (Hamburg, 28 januari 1909 - 18 maart 1990) was een Duits voetballer. 

## Biografie
Lüdecke begon zijn carrière bij de Hamburgse club Eimsbütteler TV. In de jaren dertig was deze club de grote concurrent van Hamburger SV in de Gauliga Nordmark, waarmee hij vier titels won. Hij zat ook in het elftal van de Normdark, waar een apart toernooi voor was, de Reichsbundpokal. In 1938 won hij met dit team de beker. 
Om oorlogsredenen verkaste hij in 1940 naar de pas opgerichte club Luftwaffen-SV Stettin en won daar in 1941 de Gauliga Pommern mee. In 1943 keerde hij terug naar Noordwest-Duitsland en ging voor TSV Braunschweig spelen. Na de oorlog werd hij spelertrainer bij Eimsbütteler TV tot 1950. 